# فرانچسکو مارینو مانوئیا

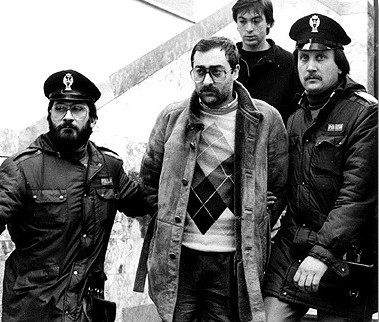
فرانچسکو مانویا در بازداشت، حدود سال ۱۹۸۶

فرانچسکو مارینو مانونیا (متولد ۵ مارس ۱۹۵۱) یکی از اعضای سابق مافیای سیسیل است که در سال ۱۹۸۹ به یک پنتیتو (شاهد دولتی) تبدیل شد. او با لقب "موتزارلا" شناخته می‌شد و به عنوان یکی از معتبرترین شاهدان دولتی علیه مافیا در نظر گرفته می‌شود.  
جووانی فالکونه، قاضی ضد مافیایی که اولین بار او را مورد بازجویی قرار داد، مارینو مانونیا را شاهدی باهوش و قابل اعتماد توصیف کرد.

## حرفه جنایی
او در پالرمو، مرکز سیسیل بزرگ شد و به خانواده مافیایی سانتا ماریا دی جسو به رهبری استفانو بونتاده پیوست. به دلیل مهارتهایش در شیمی برای پالایش هروئین مورد توجه ویژه خانواده‌های مافیایی قرار داشت و برای شبکه اسپاتولا-اینزریلو-گامبینو کار می‌کرد. مارینو مانویا اعتراف کرد حداقل ۱۰۰۰ کیلوگرم هروئین را برای بونتاده پالایش کرده بود. او این مهارت را از آنتونیو ورننگو معروف به "دکتر" آموخته بود که اولین پالایشگاه را در سال ۱۹۷۷ تأسیس کرده بود. همچنین به مشارکت در حداقل ۱۷ قتل متهم بود.
در جریان جنگ دوم مافیا در اوایل دهه ۱۹۸۰، رئیس او استفانو بونتاده به همراه صدها همدستش به قتل رسیدند. مانویا تنها به این دلیل زنده ماند که در آن زمان به دلیل قاچاق مواد در زندان بود. او در سال ۱۹۸۳ با کمک برادر کوچکترش آگوستینو مارینو مانویا که یک قاتل بود از زندان گریخت. آنها با سالواتوره رینا، رئیس کورلئونزی‌ها ملاقات کردند تا موقعیت خود را در ساختار جدید مافیای سیسیل تثبیت کنند و اجازه یافتند تحت حمایت رینا به کار ادامه دهند. فرانچسکو مارینو مانویا به یکی از پالایشگران اصلی هروئین برای کورلئونزی‌ها تبدیل شد.
در سال ۱۹۸۶ او مجدداً دستگیر و به زندان بازگردانده شد. در ۲۰ آوریل ۱۹۸۹ برادرش آگوستینو مارینو مانویا که ۲۳ سال داشت ناپدید شد و دیگر هرگز دیده نشد. خودروی خونی او در همان روز پیدا شد. فرانچسکو مانویا فهمید برادرش کشته شده است. مشخص شد که هر دو برادر مانویا به همراه وینچنزو پوچیو در حال برنامه‌ریزی برای سرنگونی سالواتوره رینا از مقام ریاست مافیای سیسیل بودند. به نظر می‌رسد خبر این توطئه به بیرون درز کرده بود و آگوستینو مارینو مانویا اولین توطئه‌گر علیه رینا بود که کشته شد. پوچیو و برادرانش نیز اندکی بعد به سرنوشت مشابهی دچار شدند.

## شهادت‌ها
مارینو مانویا فاش کرد که روبرتو کالوی، معروف به "بانکدار خدا" از بانکو آمبروسیانو و واتیکان، توسط مافیا کشته شد چون سرمایه‌های غیرقانونی کوزا نوسترا را هنگام ورشکستگی بانکو آمبروسیانو از دست داده بود. 
به گفته مانویا، قاتل فرانچسکو دی کارلو، یک مافیوزوی مقیم لندن بود و دستور قتل از جوزپه کالو (رئیس مافیا) و لیچو جلی صادر شده بود.
وقتی دی کارلو در ژوئن ۱۹۹۶ به یک خبرچین تبدیل شد، قتل را انکار کرد اما تأیید کرد که کالو از او خواسته بود این کار را انجام دهد.
مانویا شهادت داد که رئیس سابقش استفانو بونتاده روابط نزدیکی با سیاستمداران سیسیلی، به ویژه سالوو لیما (نماینده جولیو آندریوتی در سیسیل) داشت. 
در آوریل ۱۹۹۳، پس از ترور لیما و قضات جووانی فالکونه و پائولو بورسلیینو، او علیه جولیو آندریوتی (نخست وزیر سابق ایتالیا که به ارتباط با مافیا متهم شده بود) شهادت داد. 
او ادعا کرد آندریوتی در دهه ۱۹۷۰ با بونتاده ملاقات کرده بود.
مانویا اولین شاهد عینی بود که آندریوتی را مستقیماً به روسای مافیا مرتبط می‌کرد. 
او یک جلسه مهم در سال ۱۹۸۰ با سالواتوره اینزریلو و استفانو بونتاده را توصیف کرد که در آن آندریوتی ظاهراً با یک آلفارومئو ضدگلوله متعلق به خانواده سالوو به همراه لیما آمده بود. آندریوتی برای اعتراض به قتل پیرسانتی ماتارلا در ژانویه ۱۹۸۰ به آنجا آمده بود.
او همچنین درباره قتل روزنامه‌نگار مائورو دِ مائورو شهادت داد.  
این روزنامه‌نگار تحقیقی در سال ۱۹۷۰ توسط مافیا ربوده و کشته شده بود. 
مانویا در سال ۱۹۷۷ یا ۱۹۷۸ از طرف بونتاده مأمور شده بود چند جسد از جمله جسد دِ مائورو را از خاک بیرون آورده و در اسید حل کند.
مانویا اعتراف کرد یکی از کسانی بود که در سرقت نقاشی "میلاد مسیح با سنت فرانسیس و سنت لورنس" اثر کاراواجو (که از سال ۱۹۶۹ مفقود شده بود) دست داشت. 
(این اثر هنری در مقطعی تصور می‌شد در اختیار روساریو ریکوبونو، رئیس فقید مافیا بوده است).

## برنامه حفاظت از شهود
او با هویتی جدید در مکانی نامعلوم تحت برنامه حفاظت از شهود اف‌بی‌آی زندگی می‌کرد و پس از شهادت علیه مافیوزوهای سیسیلی فعال در آمریکا، تابعیت این کشور را دریافت کرده بود. ادعا شده (و تکذیب نشده) که مانویا در بهار ۱۹۹۳ هنگام شهادت علیه جولیو آندریوتی ۶۰۰ هزار دلار دریافت کرد. در آن زمان با ۳۰۰۰ دلار ماهانه به اضافه حقوق بازنشستگی پدرش که از ایتالیا پرداخت می‌شد، در آمریکا زندگی می‌کرد.
او مجموعاً ۱۷ سال در زندان‌های ایتالیا و آمریکا را سپری کرد که این دوره در فوریه ۲۰۱۰ پایان یافت. در ژوئن ۲۰۱۱، پس از ۱۶ سال تحت حفاظت سرویس مارشال‌های آمریکا، به ایتالیا بازگشت. مجبور بود بدون هویت واقعی و در شرایط نامناسب زندگی کند و شرایط زندگی در آمریکا را برای خود و خانواده‌اش غیرقابل تحمل می‌دانست. همسر و دو فرزندش نتوانستند با زندگی در آمریکا سازگار شوند. کمک هزینه ماهانه او در ایتالیا به ۱۰۰۰ یورو کاهش یافت.
مانویا از پاداش و حمایت ناچیز دولت ایتالیا در قبال فداکاری‌هایش و کشته شدن اعضای خانواده‌اش دلسرد شده بود: "من ناامید و تلخ‌کام هستم، پس از همه‌چیزی که از سال ۱۹۸۹ برای مبارزه با مافیا انجام داده‌ام." در ژوئیه ۲۰۱۱ با مصرف ترکیبی از داروها اقدام به خودکشی کرد، اما همسرش به موقع او را به بیمارستان رساند.

## گفته‌ها
بسیاری فکر می‌کنند که آدم برای پول وارد کوزا نوسترا می‌شود. این فقط بخشی از حقیقت است. می‌دانی چرا من وارد کوزا نوسترا شدم؟ چون قبل از آن در پالرمو من آقای هیچ‌کس بودم. بعد از آن، هرکجا می‌رفتم، سرها به احترام فرود می‌آمد. و این برای من ارزش هر بهایی را داشت.  